# وینتربورن
وینتربورن (به آلمانی: Winterborn) یک شهر در آلمان است که در دنرسبرگکرایس واقع شده‌است. وینتربورن ۱۸۴ نفر جمعیت دارد.